# Circa
Circa (en llatí ‘al voltant de’; normalment abreviat «ca.» o «c.», sense cursiva) és un mot llatí que significa 'aproximadament', normalment en referència a una data. S'utilitza a bastament en textos històrics quan la data d'un esdeveniment no es coneix de manera precisa. Quan s'utilitza en rangs de dades, el circa es posa abans de cada data aproximada, mentre que les dates sense un circa que les precedeixi immediatament s'assumeixen que són conegudes amb certesa.

## Exemples
- «1732–1799» o «1732–99»: ambdós anys són coneguts amb precisió.
- «Ca. 1732 – 1799»: només es coneix amb certesa el darrer any, mentre que el d'inici és aproximat.
- «Ca. 1732 – ca. 1799»: ambdós anys són aproximats.